# Vincenzo Esposito (scrittore)
Vincenzo Esposito (Torre Annunziata, 1945) è uno scrittore italiano.

## Biografia
Nato a Torre Annunziata nel 1945, vive e lavora a Roma.
Ha scritto sceneggiature di fumetti e pubblicato articoli e racconti su riviste ed antologie.
Ha vinto nel 1997 la X edizione del Premio Italo Calvino con il romanzo La festa di santa Elisabetta (pubblicato due anni dopo).

## Opere

### Romanzi
- La festa di santa Elisabetta, Cava de' Tirreni, Avagliano, 1999 ISBN 88-86081-93-6
- La quinta stagione dell'anno, Cava de' Tirreni, Avagliano, 2001 ISBN 88-8309-066-7
- L'amico francese, Napoli-Roma, Graus editore, 2011 ISBN 978-88-8346-376-1
- Il muro d'ombra, Napoli-Roma, Graus editore, 2013 ISBN 978-88-8346-446-1
- Il bosco che canta, Cava de' Tirreni, Marlin, 2016 ISBN 978-88-6043-098-4
- La giovinezza infinita, Cava de' Tirreni, Marlin, 2018 ISBN 978-88-6043-130-1
- L'ombra del sospetto, Cava de' Tirreni, Marlin, 2021 ISBN 978-88-6043-163-9

### Saggi
- La costruzione dell'armonia, in LN - LibriNuovi n°23, Torino, autunno 2002.
- Riflessioni su Michele Prisco: l'esordio e il congedo, in Michele Prisco, Torre Annunziata, Studia Oplontina, 2012. ISBN 978-88-8090-405-2.